# 1923 v loďstvech
Tento článek obsahuje významné události v oblasti loďstev v roce 1923.

## Lodě vstoupivší do služby
- 30. srpna –  USS Colorado (BB-45) – bitevní loď třídy Colorado
- 1. prosince –  USS West Virginia (BB-48) – bitevní loď třídy Colorado

## Lodě vystoupivší ze služby
- Žutkij – torpédoborec třídy Zavidnyj (vyřazen)